# 明洞
座標: 北緯37度33分49秒 東経126度59分02秒 / 北緯37.5637度 東経126.9840度

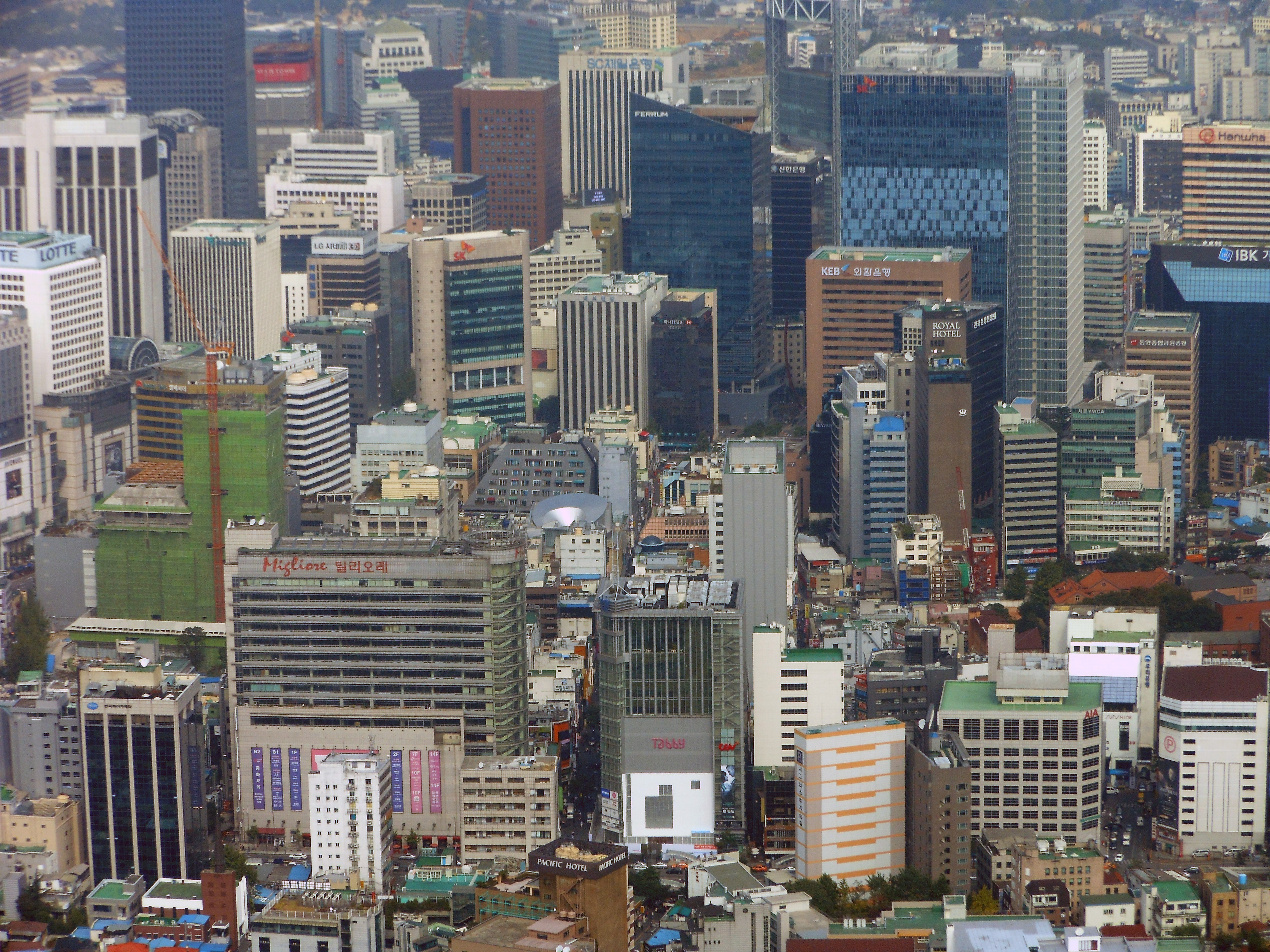
明洞のビル群

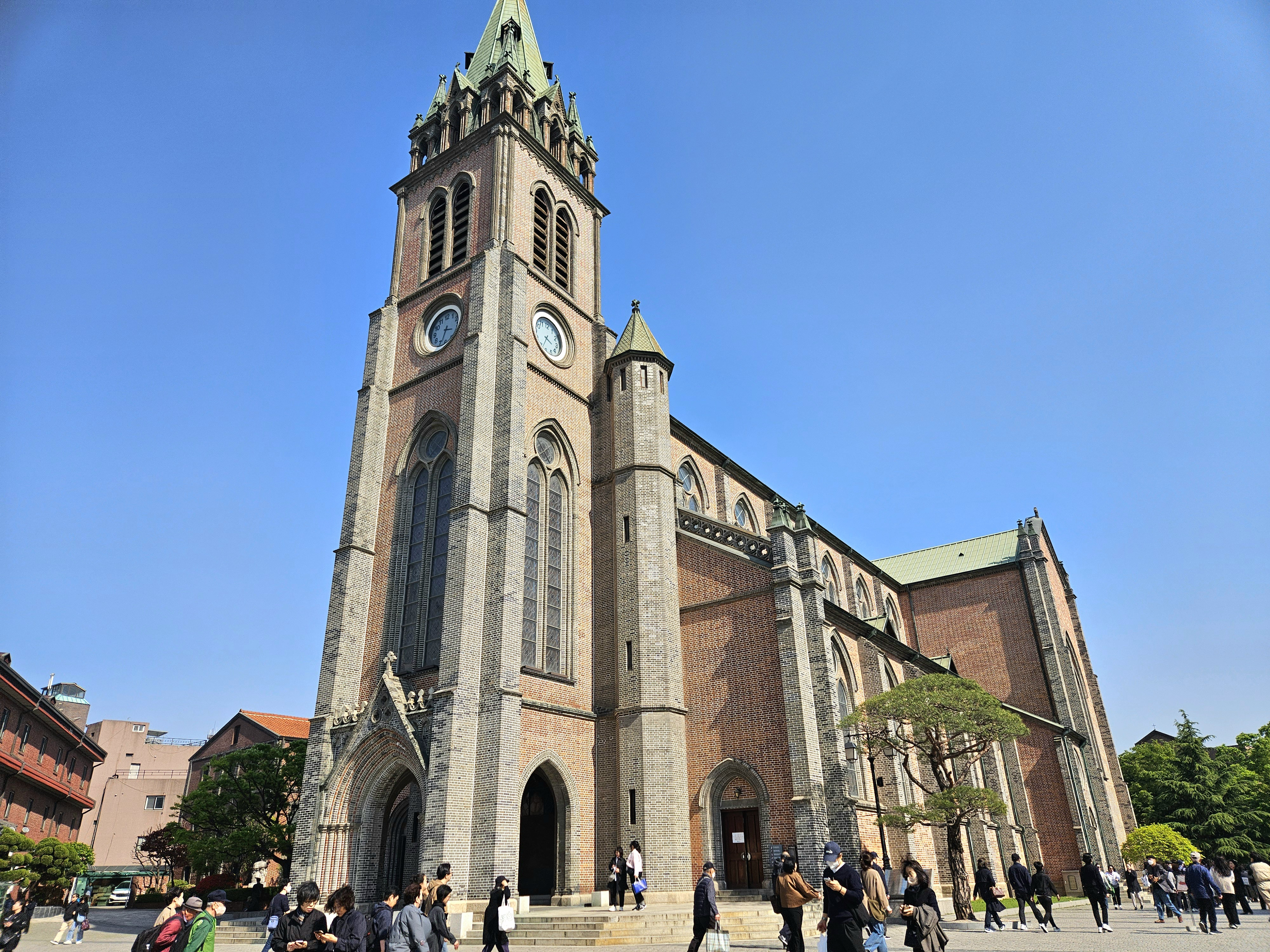
明洞聖堂

明洞（ミョンドン、朝鮮語: 명동）は、大韓民国ソウル特別市中区にある繁華街である。近くに南大門市場がある。
通常、明洞は乙支路入口駅（ソウル交通公社2号線）と明洞駅（ソウル交通公社4号線）の両駅にはさまれた地域を指すが、広義ではロッテホテル・ロッテ百貨店本店がある小公洞までを明洞に含むことも多い。
また、「明洞」は法定洞である明洞1街、明洞2街の総称であり、これについても本記事で取り扱う。なお、より広い範囲を管轄する同名の行政洞については「明洞 (行政洞)」を参照すること。

## 歴史
朝鮮王朝時代には「明禮洞」と呼ばれていたが、略して「明洞」になった。日本統治時代には「明治町」と呼ばれ、日本人居住区・商業中心地として発展した。今でも町並みの中に統治時代の面影が残っている。1928年には早くも救世軍の社会鍋による募金活動が始まっている。汝矣島の開発が本格化する1970年代以前は、証券会社など金融センターでもあり、韓国経済の中心地でもあった。

## 特徴
韓国内、海外でも一般的にソウル市内でもっとも有名な繁華街とされている。
高級ブティックやカラオケボックス、メガネ店やファストフード店、屋台や露店などが数多く立ち並んでおり、韓国でもトップクラスの規模と人気を誇る観光地である。近年は韓国コスメの店が非常に多く見られるようになった。主婦層の多い南大門市場に比べ、ここでは若者の姿が多く見られる。また、日本人観光客にも人気の高いスポットの一つであることから、日本語で表記された看板も散見され、日本語を話すことができる従業員が他地域と比べ多い。近年では、日本人と台湾人の観光客が急増するにつれ、中国語の看板や中国語を話す店員も増えてきた。 日本人や台湾人に限らず、夜遅くまで人が絶えない。台北の「西門町」や日本の東京の「渋谷」「原宿」に似ている。
中華学校があることから華僑が多く集まる街としても知られ、中華料理店も多いが、世界各国のチャイナタウンと比較するとその規模はかなり小さい。深夜まで営業するファッションビルである「ミリオレ」や、韓国カトリックの象徴といえる明洞聖堂がある。

## 名称
「明洞」は日本の「銀座」にあたるようなポピュラーな地名であるため、韓国内の地方都市にも「明洞」を冠した地名を見ることができる。

## 最寄の交通施設
- 鉄道
  - ソウル交通公社4号線：明洞駅 - 地下ソウル駅から2駅、所要時間約4分。
  - ソウル交通公社2号線：乙支路入口駅 - 場所によってはこちらが近い。

## 主なホテル

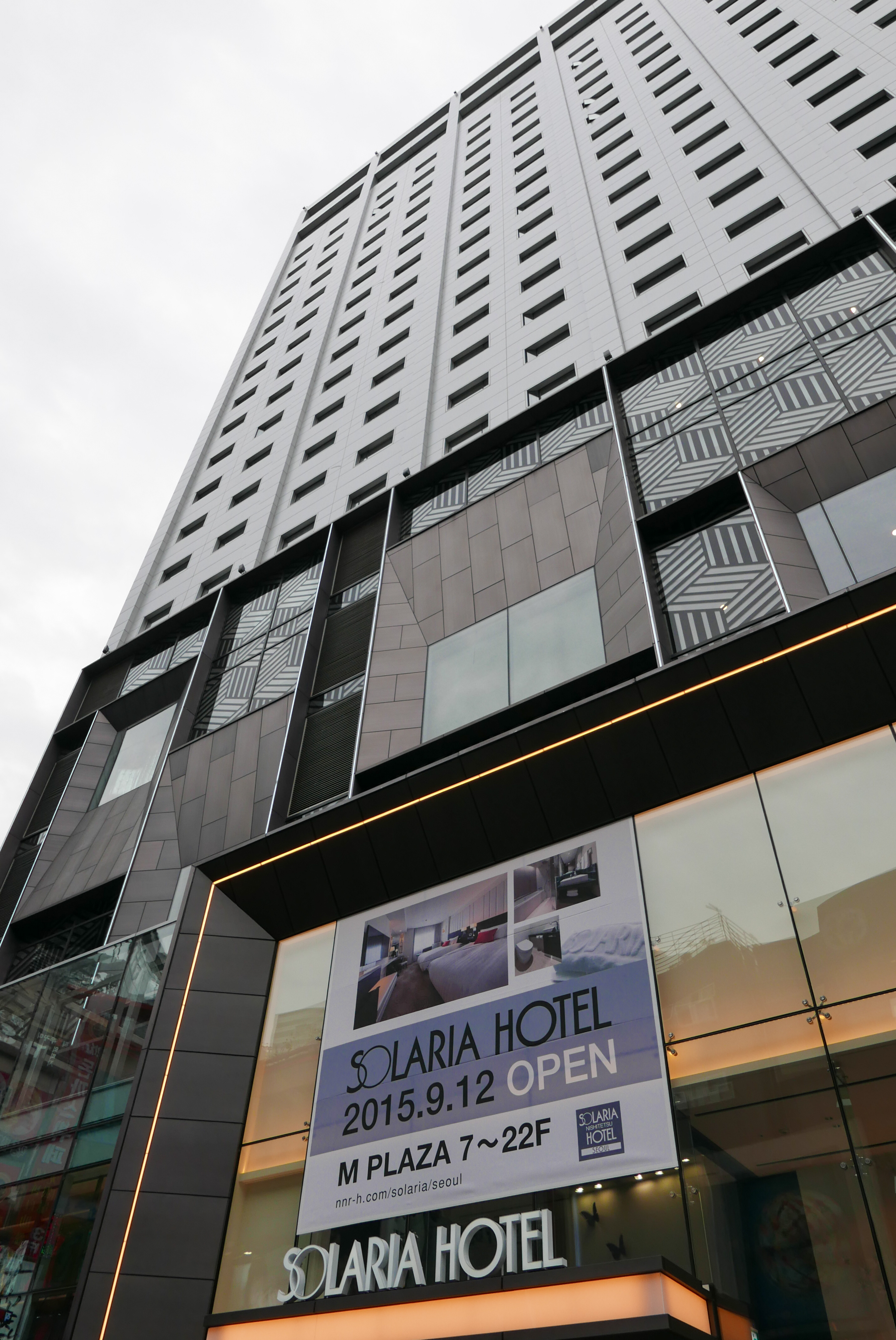
ソラリア西鉄ホテルソウル明洞

### 明洞内
- メトロホテル
- サボイホテル
- ロイヤルホテルソウル
- 世宗ホテル（改修中）
- ソラリア西鉄ホテルソウル明洞
- 変なホテルソウル明洞（2021年8月1日オープン[2][3]）

### 隣接エリア
- ウェスティン朝鮮ホテル
- ロッテホテルソウル
- ザ・プラザホテル
- プレジデントホテル